# Landgräfliche Kanzlei

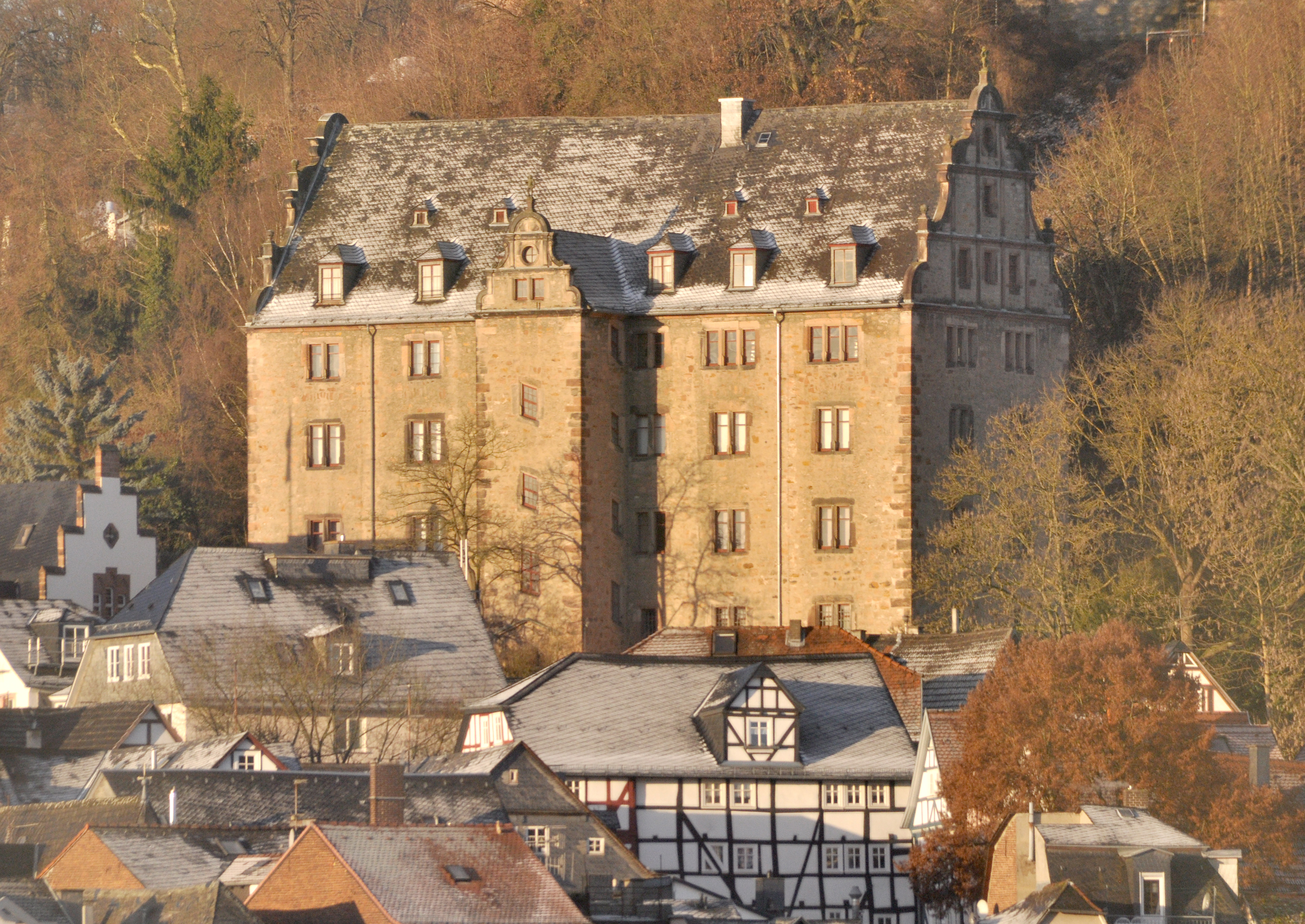
Ehemalige landgräfliche Kanzlei, von Osten gesehen

Die Landgräfliche Kanzlei in der Landgraf-Philipp-Straße 4 in Marburg wurde zwischen 1573 und 1577 von dem Baumeister Ebert Baldewein erbaut. Das Gebäude war ursprünglich als Regierungssitz der Landgrafschaft Oberhessen und Kanzlei des Landgrafen Ludwig IV. konzipiert und stellt ein markantes Beispiel für die Architektur der Renaissance dar. Heute wird das Gebäude von der Philipps-Universität Marburg genutzt.

## Geschichte und Nutzung
Das Kanzleigebäude wurde zwischen 1573 und 1577 auf dem Gelände eines ehemaligen Burgmannensitzes derer von Ockershausen errichtet und bildete den Verwaltungssitz der Landgrafschaft Oberhessen. Der Bau wurde von Landgraf Ludwig IV. in Auftrag gegeben, vermutlich auch unter seiner persönlichen Teilnahme an der Grundsteinlegung am 4. April 1573. Mit dem Neubau sollte der Selbstanspruch der Landgrafschaft Oberhessen und die Unabhängigkeit gegenüber der wachsenden Stadt Marburg sowie der lokalen Bürgerschaft unterstrichen werden. Das Gebäude ersetzte das 1519 errichtete Kanzleigebäude, den sogenannten Feigenhof, der heute nur noch in Form von Mauerresten existiert.
Im 19. Jahrhundert wurde das Gebäude zum Sitz des Kreis- und Landgerichts. 1961 erfolgte der Umzug der Justizverwaltung und die Nutzung durch die Philipps-Universität Marburg, die das Gebäude für ihr Anglistik-, Amerikanistik- und Europäische Ethnologie-Seminar anpasste.
Das Gebäude selbst ist ein langgestreckter rechteckiger Baukörper im Renaissance-Stil, mit hohen Treppengiebeln und einem vorgelagerten Treppenturm an der Südseite. Besonders auffällig ist die monumentale Wirkung des Gebäudes, das über den Dächern der Altstadt auf dem Steilhang unterhalb des Schlosses thront. Ein Nebengebäude ist ebenfalls Teil des Areals.
Im Jahr 1874 erweiterte das Preußische Hochbauamt das Gebäude mit einem Anbau auf der Nordseite und führte Umbauten im Inneren durch, um es als Sitz des Landgerichts zu nutzen.

## Renovierungen und Umnutzung
Nach dem Auszug der Justiz im Jahr 1961 und der Übernahme des Gebäudes durch die Universität Marburg war eine umfassende Renovierung erforderlich, um das Gebäude für die Universität geeignet zu machen. Der ehemalige Schwurgerichtssaal wurde als Hörsaal und Bibliothek umgebaut, während die oberen Stockwerke für Seminarräume genutzt wurden. Ab den 1970er Jahren traten jedoch erhebliche Schäden am Dachstuhl und den Holzkonstruktionen zutage, was zu einer temporären Sperrung einiger Bereiche führte.
In einer großen Sanierungsmaßnahme zwischen 1977 und 1978 wurde der Dachstuhl angehoben, verfaulte Holzkonstruktionen wurden ersetzt und durch Stahlkonstruktionen gesichert. Auch die Dacheindeckung und das Sandsteinmauerwerk wurden repariert. Nach Abschluss der Arbeiten wurde die Religionskundliche Sammlung in die sanierten Räume verlegt und ersetzte so das frühere Domizil im Landgrafenschloss, das nun für Umbau- und Sanierungsmaßnahmen frei wurde.

## Architektur
Das Kanzleigebäude zeichnet sich durch seinen langgestreckten rechteckigen Baukörper mit aufwendigen Volutengiebeln aus, die an den Seiten des Hauptgebäudes sowie an den beiden Anbauten zu finden sind. Besonders markant ist das Prunkportal am Treppenhausvorbau, der durch das Wappen und eine Inschriftentafel als landgräflich gekennzeichnet ist. Der Traufseite gegenüber liegt ein monumentaler Vorbau, der als eigenständiger Flügel wirkt.
Das Gebäude ist ein typisches Beispiel für die Renaissancearchitektur mit seinen hohen Giebeln, die das Gebäude weit über die Altstadt hinausragen lassen, und der Verwendung von Steinmaterial, das es von den typischen bürgerlichen Fachwerkhäusern der Altstadt abhebt.

## Der Grundstein und die Inschrift
Im Jahr 1873, während Umbauarbeiten am Gebäude, wurde der Grundstein aus dem 16. Jahrhundert wiederentdeckt. In ihm war ein silbernes Plättchen eingelassen, auf dem das hessische Wappenschild sowie eine Inschrift zu finden sind. Diese Inschrift gibt Auskunft über den Auftraggeber, Landgraf Ludwig IV., sowie den Zweck des Gebäudes als Kanzlei der Landgrafschaft Oberhessen. Das Datum der Grundsteinlegung, der 4. April 1573, wird ebenfalls in der Inschrift vermerkt.

## Denkmalschutz
Das Kanzleigebäude ist als Kulturdenkmal eingestuft und stellt ein herausragendes Beispiel für die Architektur der Renaissance in Marburg dar. Es wird sowohl für seine baugeschichtliche Bedeutung als auch für seine repräsentative Funktion als Regierungssitz und Justizgebäude geschätzt.